# Thai Châu
Thai Châu (tiếng Trung: 台州市; bính âm: Tāizhōu Shì, 台 đọc âm 胎 (Thai), Hán-Việt: Thai Châu thị) là một địa cấp thị thuộc tỉnh Chiết Giang, Trung Quốc. Thai Châu giáp Ninh Ba về phía Bắc, Thiệu Hưng về phía Đông Bắc, Kim Hoa về phía Tây, Lệ Thủy về phía Tây Nam, Ôn Châu về phía Nam, và nhìn ra Biển Đông Trung Hoa về phía Đông. Thai Châu có diện tích 9.411 km², dân số năm 2020 là 6.662.888 người, trong đó 2.162.461 người sống trong vùng nội thành.

## Phân chia hành chính
Địa cấp thị Thai Châu quản lý 9 đơn vị hành chính gồm 3 quận, 3 thành phố cấp huyện và 3 huyện.
- Quận Tiêu Giang (椒江区)
- Quận Hoàng Nham (黄岩区)
- Quận Lộ Kiều (路桥区)
- Thành phố cấp huyện Lâm Hải (临海市)
- Thành phố cấp huyện Ôn Lĩnh (温岭市)
- Thành phố cấp huyện Ngọc Hoàn (玉环市)
- Huyện Tiên Cư (仙居县)
- Huyện Tam Môn (三门县)
- Huyện Thiên Thai (天台县)